# Кампомороне
Кампомороне (італ. Campomorone, ліг. Campomon) — муніципалітет в Італії, у регіоні Лігурія,  метрополійне місто Генуя.
Кампомороне розташоване на відстані близько 420 км на північний захід від Рима, 12 км на північ від Генуї.
Населення — 7139 осіб (2014).

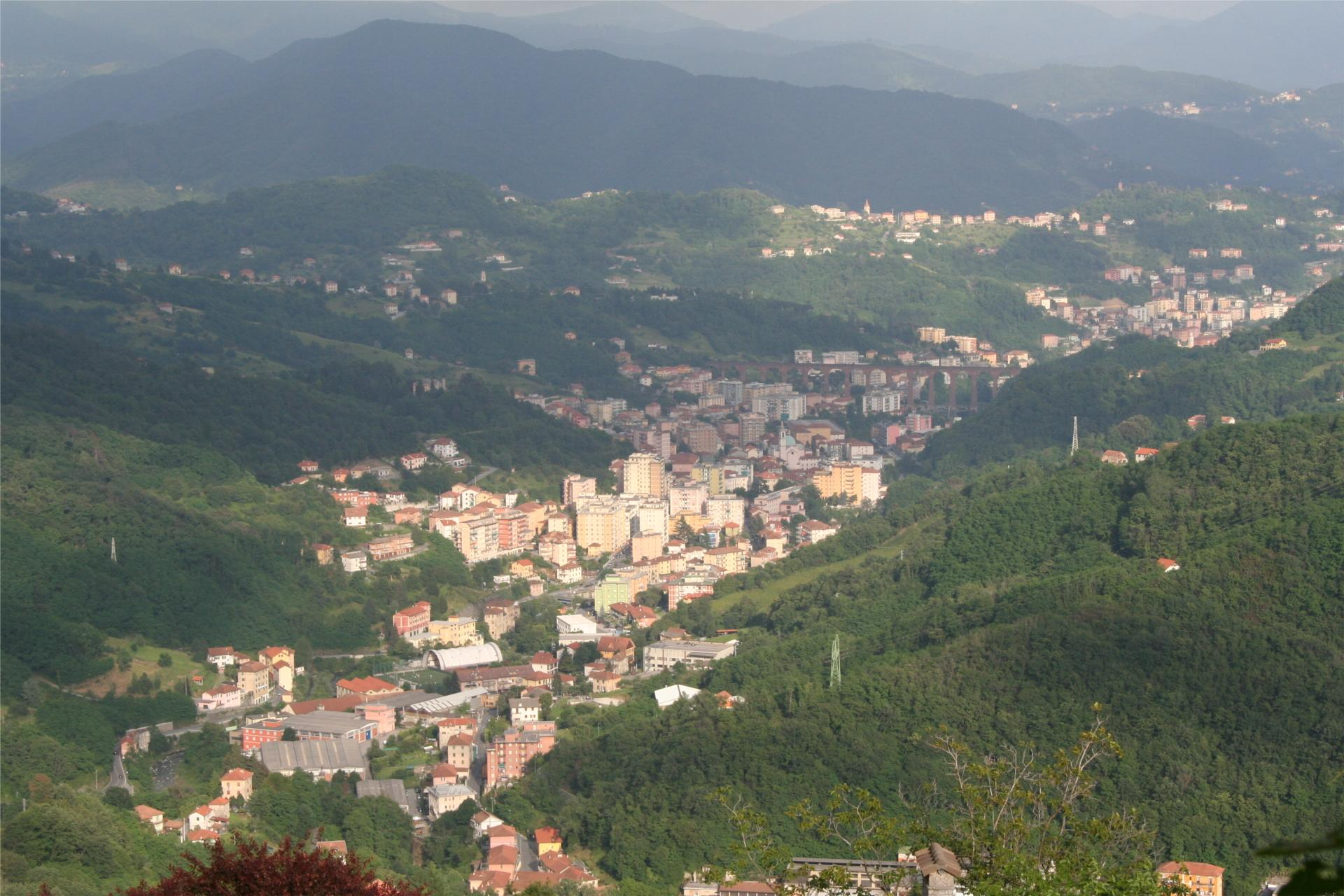

Щорічний фестиваль відбувається 24 червня. Покровитель — San Bernardo.

## Демографія
Населення за роками:

Станом на 1 січня 2023 року в муніципалітеті офіційно проживало 228 іноземців з 41 країни, серед них 47 громадян країн Євросоюзу та 10 громадян України.

## Сусідні муніципалітети
- Бозіо
- Черанезі
- Фракональто
- Генуя
- Міньянего
- Вольтаджо